# Théorie des deux facteurs
 (février 2024).
Si vous disposez d'ouvrages ou d'articles de référence ou si vous connaissez des sites web de qualité traitant du thème abordé ici, merci de compléter l'article en donnant les références utiles à sa vérifiabilité et en les liant à la section « Notes et références ».

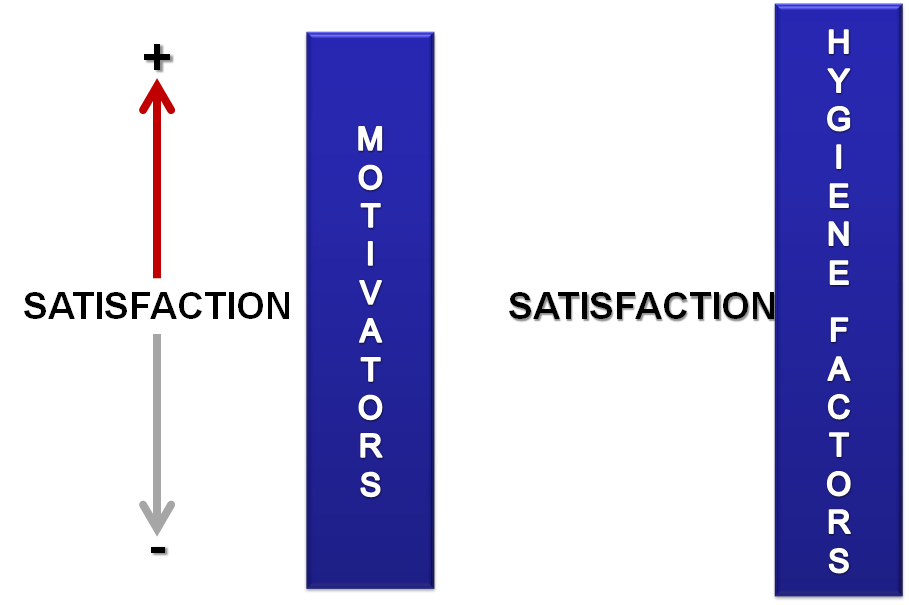
Schéma illustrant la théorie des deux facteurs de Herzberg.

La théorie des deux facteurs, développée dans les années 1950 par le psychologue Frederick Herzberg, décrit deux ensembles de facteurs distincts qui, dans le monde du travail, contribuent indépendamment, d'une part à la satisfaction au travail (facteurs dits « motivants » ou « valorisants ») et, d'autre part, à l'insatisfaction au travail (facteurs dits « d'ambiance » ou « d'hygiène »). Ainsi, dans ce cadre théorique, le contraire de la satisfaction n'est pas l'insatisfaction mais l'absence de satisfaction (et vice versa, le contraire de l'insatisfaction est l'absence d'insatisfaction). Il est donc possible pour un employé d'être à la fois satisfait et insatisfait dans son travail.

## Détails
Herzberg tente de repérer les éléments facteurs de satisfaction et d'insatisfaction au travail. Il en décèle deux types :
- Les facteurs d'ambiance - hygiène (bruit, chaleur, salaire, statut, relations humaines...) : Ils sont relatifs aux conditions de travail et doivent avoir un niveau de base. Si les conditions sont en dessous de ce niveau minimal, le travail s'en ressent, mais la productivité n'est pas influencée à la hausse si les conditions de travail sont supérieures au niveau de base. Ces conditions doivent être remplies pour ne pas générer d'insatisfaction.

- Les facteurs valorisants - motivation (évolution de carrière, responsabilités, autonomie...) : ceux-ci correspondent dans une certaine mesure aux besoins supérieurs de la hiérarchie des besoins de Maslow. Ils sont intrinsèques au travail et relèvent de l'épanouissement de l'individu. Une fois les facteurs d'hygiène assurés, les facteurs de motivation peuvent être remplis pour générer de la satisfaction.

A l'appui de sa théorie, Herzberg présentait un grand nombre d'arguments issus d'observations concrètes mais depuis, cette théorie a reçu différentes critiques, en particulier de l'idée centrale que les dimensions satisfactions et insatisfactions seraient réellement indépendantes, laquelle serait en partie la une conséquence méthodologique qu'Herzberg a largement utilisé la méthode des incidents critiques.